# Central Hockey League 1931/32
Die Saison 1931/32 war die erste reguläre Saison der Central Hockey League (CHL). Meister wurden die Minneapolis Millers.

## Modus
In der Regulären Saison absolvierten die fünf Mannschaften jeweils zwischen 32 und 36 Spiele. Für einen Sieg erhielt jede Mannschaft zwei Punkte, bei einem Unentschieden einen Punkt und bei einer Niederlage null Punkte.

## Reguläre Saison

### Tabelle
Abkürzungen: GP = Spiele, W = Siege, L = Niederlagen, T = Unentschieden, GF = Erzielte Tore, GA = Gegentore, Pts = Punkte
|                     | GP | W  | L  | T | GF  | GA  | Pts |
| ------------------- | -- | -- | -- | - | --- | --- | --- |
| Eveleth Rangers     | 33 | 23 | 10 | 0 | 97  | 70  | 50  |
| Minneapolis Millers | 36 | 22 | 11 | 3 | 113 | 67  | 44  |
| St. Paul Saints     | 35 | 16 | 17 | 2 | 84  | 99  | 34  |
| Hibbing Maroons     | 36 | 16 | 18 | 2 | 81  | 70  | 32  |
| Virginia Rockets    | 32 | 5  | 26 | 1 | 64  | 133 | 10  |